# ميخائيل ماير (كاتب)
ميخائيل ماير (بالإنجليزية: Michael Meyer)‏ هو كاتب أمريكي، ولد في 1972.